# Minh Thánh Vương hậu
Minh Thánh Vương hậu (13 tháng 6 năm 1642 - 21 tháng 1 năm 1684) hay Hiển Liệt Đại phi là vương phi của Triều Tiên Hiển Tông, quốc vương thứ 18 của Nhà Triều Tiên. Bà thuộc gia tộc Cheongpung Kim (왕후)
Bà là vương phi chính thất của Triều Tiên Hiển Tông và là sinh mẫu của Triều Tiên Túc Tông. Bà là một người thông minh; tuy nhiên tính cách hung dữ của bà đã trở thành lý do khiến Triều Tiên Hiển Tông không hề có bất kỳ Hậu cung tần ngự thứ thất nào trong suốt cuộc đời ông. Sau khi con trai bà lên ngôi, tức Triều Tiên Túc Tông, bà được tôn làm Vương Đại Phi. Đại Phi thường xuyên can thiệp vào chính sự, chỉ trích phái Nam Nhân (Namin) và cáo buộc các con trai của vương tử Inpyeong (Bokchang, Bokseon và Bokpyeong) với tội ngoại tình với người hầu trong vương cung. Lý do thật sự là bà xem họ là mối đe dọa cho vị trí của con trai mình.
Tuy nhiên, không có bằng chứng nào ủng hộ lời buộc tội của Đại phi và vì yêu sách của bà, cuối cùng cha bà là nghi phạm khởi xướng việc vu khống chống lại các vương tử.  Nghe tin ấy, Đại phi đã tự mình đứng dậy và quỳ bên ngoài cung điện, cầu xin con trai, tức Triều Tiên Túc Tông chứng minh tội ác của các vương tử. Cuối cùng, Túc Tông đã cho lưu đày ba vị vương tử và phái Nam Nhân đã chế giễu bà; đánh đồng bà với chính thất thứ ba của Triều Tiên Trung Tông, tức Văn Định Vương hậu vì sự can thiệp của bà vào chính trị. Cha bà đã chọn giam mình trong phủ sau vụ việc vì cảm thấy nhục nhã và chết vì trầm cảm nặng.
Sau khi nghe về mối quan hệ của Túc Tông với một cung nữ trong cung (tức Trương Hy Tần sau này), Đại phi đã cho người đuổi cô ta ra khỏi cung vì địa vị thấp kém; và Đại phi cho rằng đó là người yêu cơ hiểm độc, gây bất lợi cho hậu cung. Tuy nhiên, lý do thực sự là do cô ta thuộc phái Nam Nhân khiến Đại phi nghĩ rằng cô ta vào cung làm nội gián. Bà đã cho lập một buổi lễ để cầu nguyện cho sự hồi phục của con trai mình sau khi Túc Tông bị bất tỉnh. Đại phi còn là một tín đồ sùng đạo của Shaman giáo và sau khi tham khảo ý kiến của một pháp sư, bà đã quyết định cầu nguyện và được tưới nước lạnh lên người trong khi mặc y phục mùa hè mặc dù lúc đó là mùa đông. Bà sau đó bị cảm cúm nặng và chết cùng năm. Mặc dù các đại thần kêu gọi pháp sư mới phải bị xử tử, Túc Tông vẫn quyết định cho lưu đày bà.

## Hậu duệ
1. Công chúa [公主; 1658], chết yểu.
2. Minh Thiện công chúa [明善公主; 1659 - 1673], chết trẻ.
3. Triều Tiên Túc Tông Lý Đôn [李焞], lúc mới được sinh ra đã sắc phong làm Vương thế tử.
4. Minh Huệ công chúa [明惠公主; 1662 - 1679], chết trẻ.
5. Minh An công chúa [明安公主; 1665 - 1687], hạ giá lấy Hải Xương úy Ngô Thái Chu (吳泰周).

## Trong văn hóa đại chúng
- Được diễn bởi Park Jung-soo trong bộ phim truyền hình MBC năm 2010 Dong Yi.
- Được diễn bởi Lee Ga-hyun trong bộ phim truyền hình MBC 2012 The King Doctor.
- Được thể hiện bởi Kim Sun-kyung trong bộ phim truyền hình năm 2013 của đài SBS, Jang Ok-jung, Living by Love.